# افتاس (الاسن)
افتاس هو دُوَّار يقع بجماعة بوعبوط، إقليم شيشاوة، جهة مراكش آسفي في المملكة المغربية. ينتمي الدوّار لمشيخة الاسن التي تضم 15 دوار. يقدر عدد سكانه بـ 1451 نسمة حسب الإحصاء الرسمي للسكان والسكنى لسنة 2004.

## روابط خارجية
- البوابة الوطنية للجماعات الترابية
- المندوبية السامية للتخطيط